# Capellen (stacja kolejowa)
Capellen (luks: Gare Capellen) – stacja kolejowa w Capellen (gmina Mamer), w Luksemburgu. Została otwarta w 1859 przez Compagnie des chemins de fer de l’Est.
Obecnie jest stacją Société Nationale des Chemins de Fer Luxembourgeois (CFL), obsługiwaną przez pociągi Regional-Express (RE) i Regionalbahn (RB).
Przystanek jest wyposażony w 52 miejsca parkingowe dla samochodów, w tym 4 dla osób niepełnosprawnych oraz 7 stojaków rowerowych.

## Położenie
Znajduje się na linii 50 Luksemburg – Kleinbettingen, w km 9,768, na wysokości 303 m n.p.m., pomiędzy stacją Mamer i Kleinbettingen.

## Linie kolejowe
- 50 Luksemburg – Kleinbettingen[1]

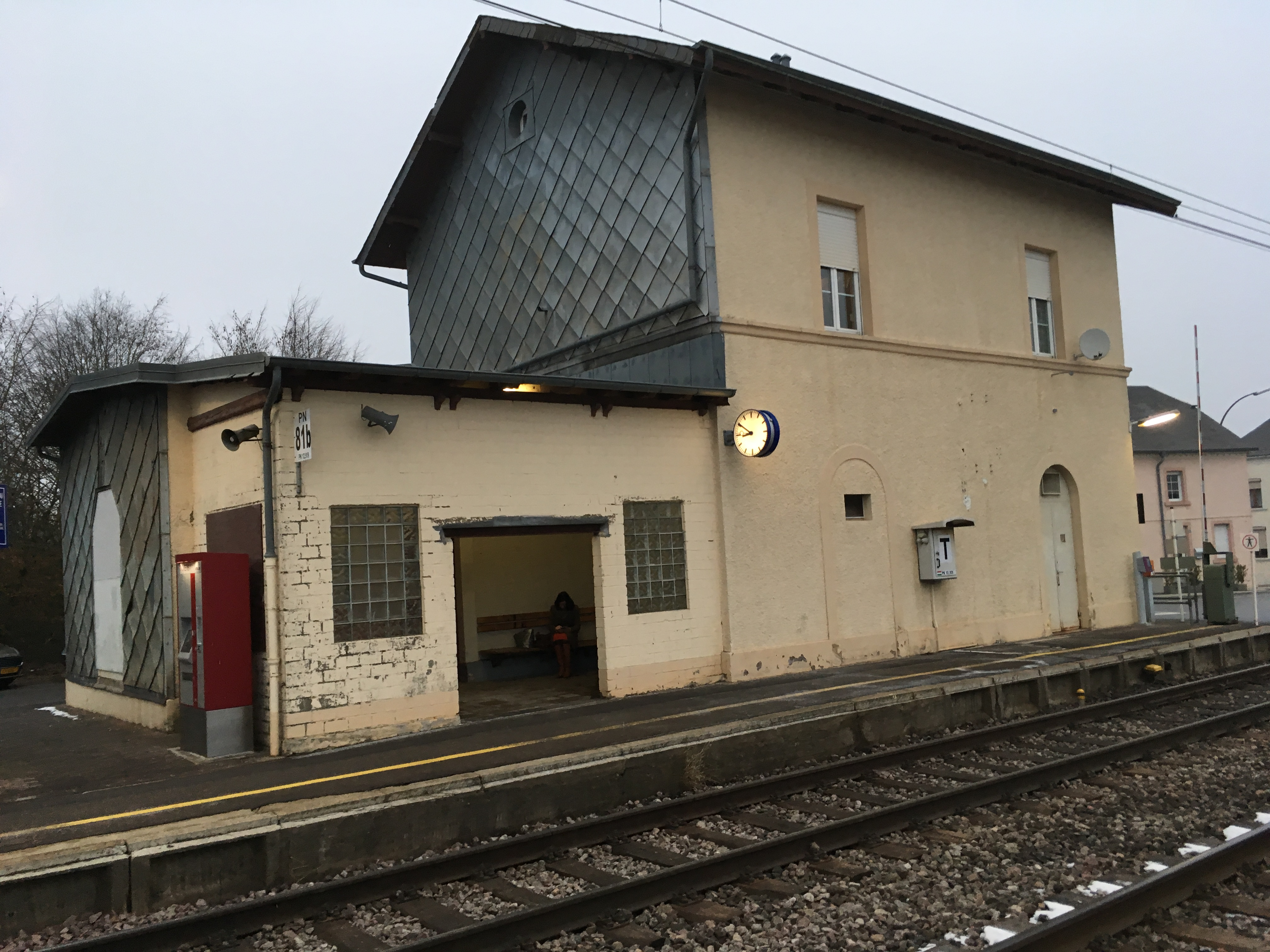
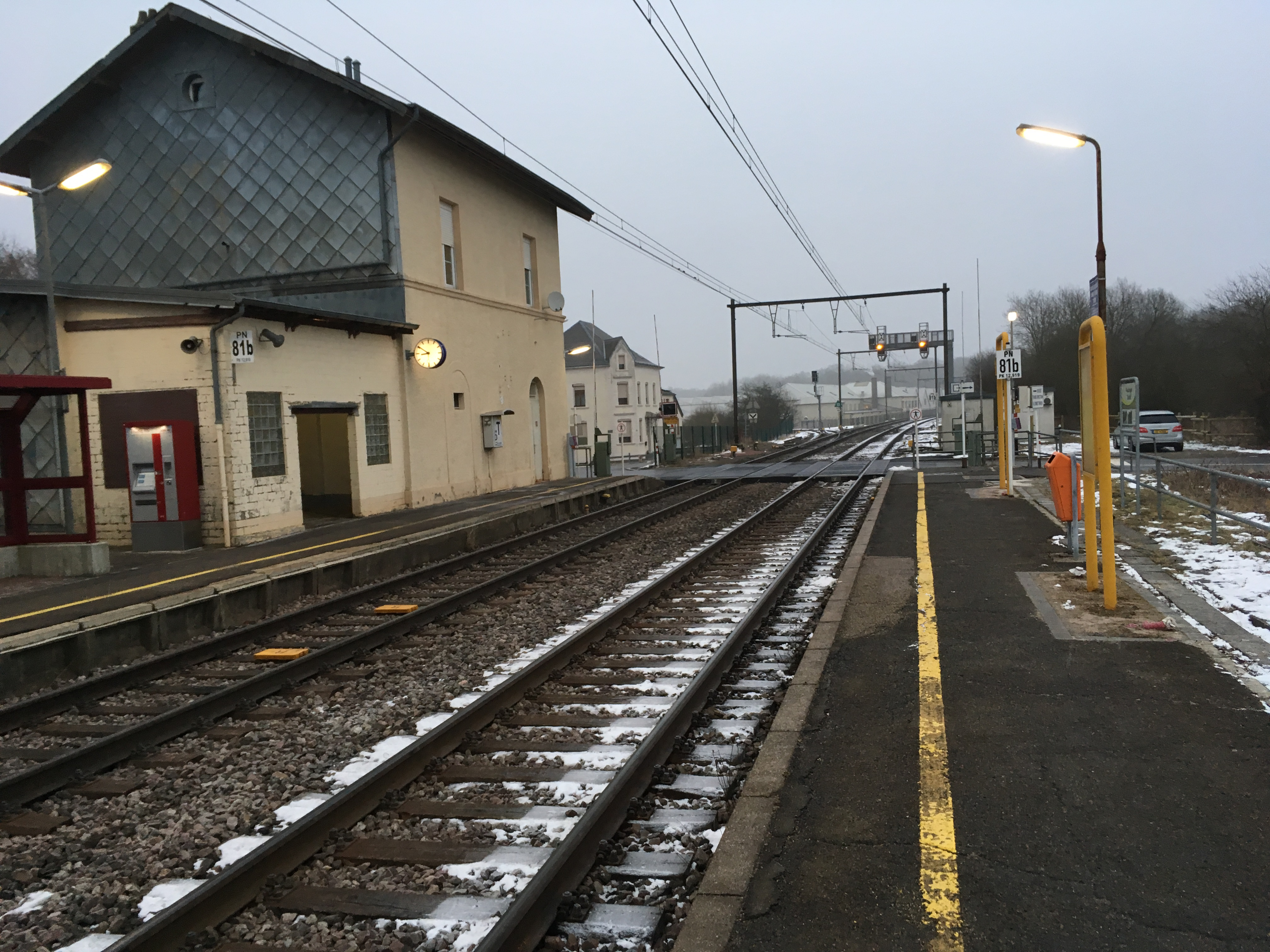
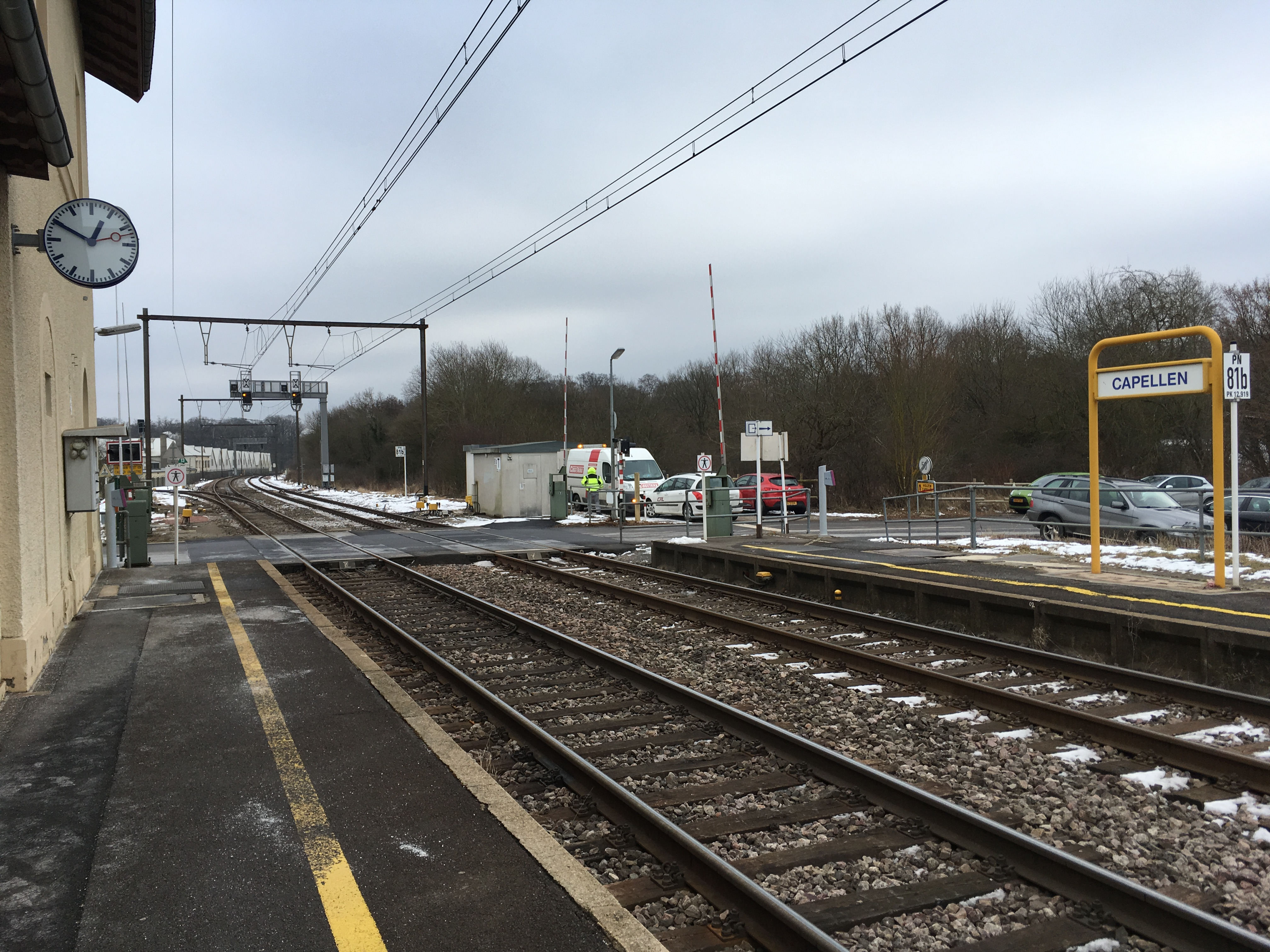
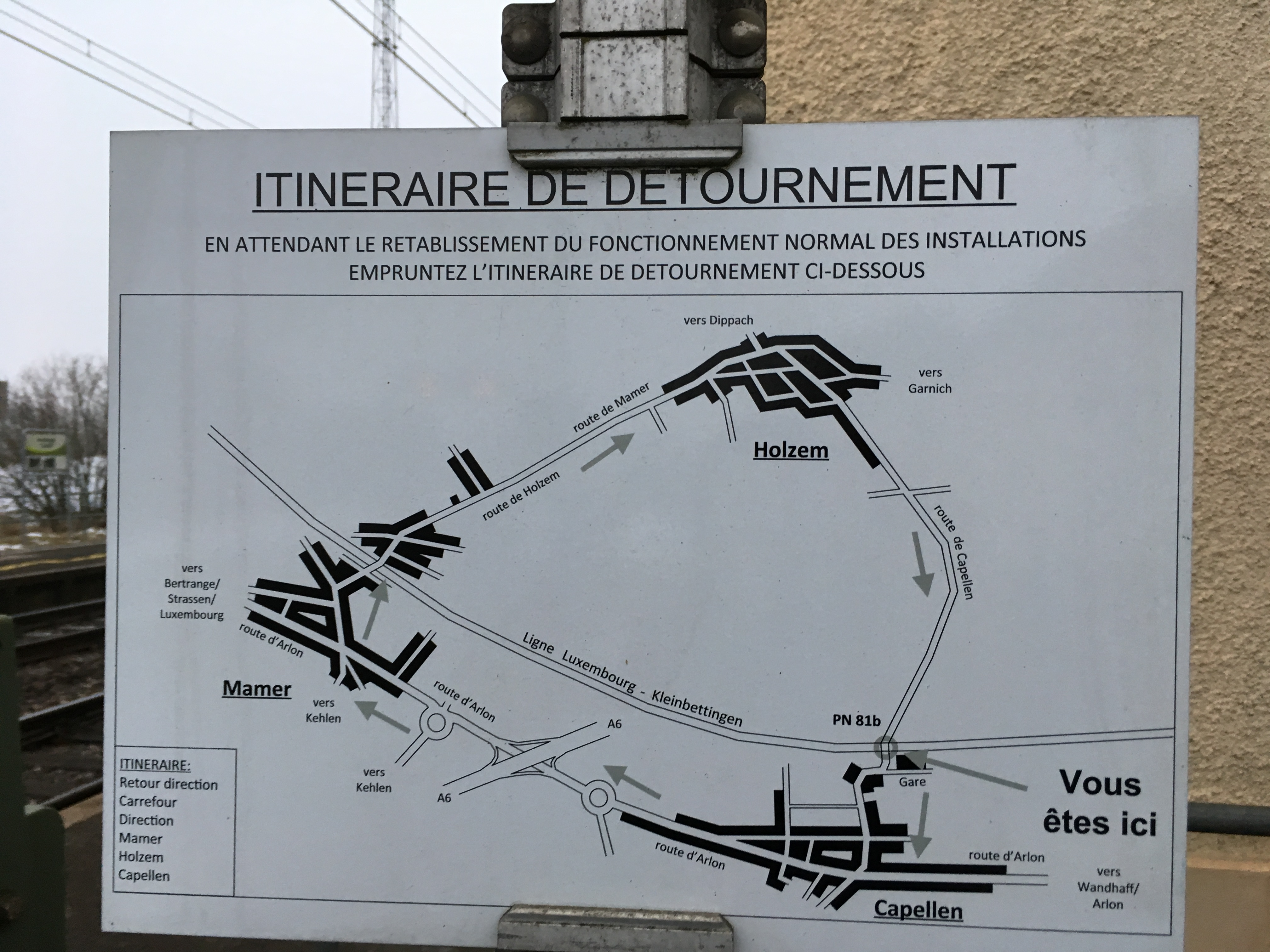